# Radomir Savić
Pour les articles homonymes, voir Savić.
Radomir Savić (serbe : Радомир Савић) (né le 15 février 1956 à Ilijaš en Yougoslavie) est un joueur de football yougoslave (aujourd'hui serbe de Bosnie).
Il est connu pour avoir terminé meilleur buteur du championnat de Yougoslavie lors de la saison 1977-78 avec 21 buts.